# Sokoły (powiat Piski)
Sokoły (Duits: Sokollen; 1935-1945: Falkendorf) is een plaats in het Poolse woiwodschap Ermland-Mazurië, in het district Piski. De plaats maakt deel uit van de stad- en landgemeente Biała Piska.